# Vuohisaari (ö i Södra Savolax, S:t Michel, lat 61,34, long 27,68)
Vuohisaari är en ö i Finland. Den ligger i sjön Saimen och i kommunerna Sankt Michel och Savitaipale och landskapen  Södra Savolax och Södra Karelen, i den södra delen av landet, 200 km nordost om huvudstaden Helsingfors. Öns area är 11,8 hektar och dess största längd är 0,6 kilometer i nord-sydlig riktning.